# 하안중학교
하안중학교(下安中學校)는 대한민국 경기도 광명시 하안동에 있는 공립 중학교이다.

## 학교 연혁
- 1993년 1월 11일 : 하안중학교 설립인가(1학년 13학급)
- 1993년 3월 3일 : 입학식(666명 1학년 13학급)
- 1993년 5월 4일 : 개교식
- 1996년 2월 15일 : 제1회 졸업식(581명)
- 2003년 3월 1일 : 남녀공학으로 변경
- 2014년 3월 27일 : 한누리관 개관
- 2023년 12월 15일 : 제29회 졸업식(237명, 누계 13,277명)
- 2024년 3월 4일 : 입학식(7학급 186명)

## 참고 자료
- 하안중학교 - 한국교육학술정보원 학교알리미